# Ophiorrhiza uniflora
Ophiorrhiza uniflora är en måreväxtart som beskrevs av Carl Karl Adolf Georg Lauterbach och Karl Moritz Schumann. Ophiorrhiza uniflora ingår i släktet Ophiorrhiza och familjen måreväxter. Inga underarter finns listade i Catalogue of Life.